# Alice Schwarzer
Alice Sophie Schwarzer, mais conhecido como Alice Schwarzer (Wuppertal, 3 dezembro 1942) é uma jornalista, escritora e ativista feminista alemã.
Em 1977 fundou a revista feminista Emma, da que é editora e redatora chefa. Nos anos 1970 foi uma das fundadoras em Paris do Mouvement de Libération des Femmes criado na França em linha com o Women's Lib estadounidense, inspirado no evento maio do 68. É membro do Movimento Internacional de Defesa dos Direitos da Mulher. É especialmente conhecida por lutar contra a pornografía e a prostituição.

## Biografia
Nasceu nas afueras de Wuppertal durante a guerra, filha de mãe solteira, Erika com 21 anos. Após o parto lhe perguntaram se queria presentear a filha a Hitler, o que implicaria seu internamento em um orfanato. Erica negou-se e conversou com seu pai (o avô de Alice), Ernst Schwarzer como seu tutor, deu seu nome . Alice foi criada por seus avôs maternos em Wuppertal, a quem chamava "papai" e "mamãe". Em sua casa, percebeu que os papéis eram diferentes, enquanto sua avó era a ativista política, seu avô encarregava-se de cuidá-la.
Durante a Segunda Guerra Mundial foi evacuada a Baviera, e não regressou à região de Ruhr até 1950. Após estudar em na França, em 1966  Schwarzer começou a trabalhar como jornalista em práticas Düsseldorf, iniciando sua carreira profissional como jornalista em 1969.
De 1970 a 1974, trabalhou como freelancer para diferentes meios de comunicação em Paris, alternando o jornalismo com os estudos de psicologia e sociologia, também no instituto de Michel Foucault, entre outros.
Schwarzer conheceu a Jean-Paul Sartre e Daniel Cohn-Bendit. Nesta época junto a Monique Wittig participou no Movimento Feminista em Paris (Mouvement de Liberation dês femmes, MLF). Em abril de 1971, Schwarzer uniu-se a Simone de Beauvoir, Jeanne Moreau, Catherine Deneuve ao chamado "Manifesto de 343", campanha pela defesa da legalização do aborto na França anunciando publicamente que teve um aborto se expondo a ser pressa, dado que estava proibido.

### "Temos abortado" movimento em Alemanha
Aos 28 anos vivia em Paris e seu nome apareceu quando entrou na campanha a favor do direito ao aborto na Alemanha. Em junho de 1971, Schwarzer ocupou a capa da revista Stern com a campanha "Temos abortado", na qual 374 mulheres neste país, entre elas Romy Schneider, Senta Berger ,Carola Stern, confessaram abortaram em outra exitosa campanha similar à francesa para legalizar o aborto em Alemanha: Wir haben abgetrieben!. Décadas mais tarde, Schwarzer revelou que nunca tinha tido um aborto.
Teve um projeto "Mulheres contra a secção 218", que era a secção do Código Penal alemão que declarava ilegal o aborto). Em outono de 1971, Schwarzer publicou seu primeiro livro do mesmo título. Em 1975, lei de legalização de Alemanha Ocidental foi derogada pela decisão de aborto do Tribunal Constitucional alemão.
Em 1974, regressou a Alemanha e participou do debate televisivo com a escritora anti-feminista Esther Vilar que lhe valeu o apelido de “rainha da emancipação” Seu livro Der kleine Unterschied und seine großen Folgen (A pequena diferença e suas enormes consequências), que se publicou em 1975, foi traduzido em onze idiomas, alcançando súper vendas. No mesmo descreve a vida cotidiana da mulher comum e o papel da sexualidade na luta de género. A publicação converteu a Schwarzer em referencia do feminismo alemão . Entre suas reivindicações pioneiras esteve a defender a autossuficiência económica das mulheres. Denunciou e posicionou-se publicamente contra a lei que requeria que as mulheres casadas obtivessem permissão de seus maridos antes de começar a trabalhar fosse do lar, uma disposição que foi eliminada em 1976. Também denunciou a degradação da mulher a um simples objeto sexual, algo que não gostou à sociedade da época.
Em 1977 fundou a revista feminista Emma que desde então dirige, e tem concentrado seu trabalho como chefa de redação e editora. Seu primeiro número publicado em janeiro de 1977 levava um relatório das diferenças entre assassinos e assassinas; um perfil do homem desempregado; indicações de anatomía do corpo humano masculino.
A sede da revista está em Colónia. Foi o ano no que escreveu seu primeiro artigo na imprensa alemã sobre a mutilação genital feminina. Em 1978 demandou ao semanário Stern acusando-o de apresentar às mulheres sob uma forma sexista. A revista tinha publicado em sua capa uma imagem do fotógrafo Helmut Newton. Os tribunais recusaram a demanda, mas Schwarzer seguiu arremetendo contra Newton ao que acusou de sexista, racista e fascista.
Em 1987 impulsionou a campanha PorNo pela proibição da pornografía em Alemanha, denunciando que viola a dignidade, constitui uma forma de violência mediática contra elas e contribui à misoginia e a violência física contra as mulheres.
Entre 1992 a 1993, Schwarzer foi apresentadora do programa de televisão Zeil um Zehn no canal Hessischer Rundfunk. Seus frequentes aparecimentos em programas de entrevistas alemãs, converteram-na em uma referencia mediátic em assuntos relacionados com o feminismo.
Em 1993 a revista Emma passou a publicar-se bimensualmente e Schwarzer compartilhou a liderança da revista com a publicação de livros, entre eles Eine tödliche Liebe (Amor mortal) sobre Petra Kelly e Gert Bastian, e as biografias de Romy Schneider e Marion Dönhoff. Ao todo tem publicado 16 livros como escritora e 15 como editora.
Em junho de 2018, Schwarzer casou-se com Bettina Flitner, sua sócia de vida e negócios.

## Posições
Considera que em matéria de política de género Alemã "é o país mais atrasado em Europa Ocidental".

### Prostituição
Comprometida historicamente na luta na contra a legalização da prostituição e, contra a lei de 2002 em Alemanha que legalizou os burdeles. Considera que a prostituição é violência contra a mulher e denuncia que a legalização "beneficia aos proxenetas e aos traficantes de pessoas".  "Alemanha é o epicentro europeu. país de destino de turistas sexuais. Parece progressista mas em realidade é reacionario e patriarcal"

### Violência de género
Denuncia que a violência de género mal aparece nos meios de comunicação e que apesar de que durante décadas na revista Emma se brigou por estabelecer uma categoria legal e estatística em 2002 ainda não se conseguiu.

### Islamismo e uso do véu
Considera que o islamismo é uma ideologia totalitária, é o fascismo do século XXI que tem tomado o islão como refém. Também considera que a esquerda e os partidos estabelecidos têm prestado importância ao islamismo. Para Schawarzer os muçulmanos não formados, crentes ou não, são as primeiras vítimas. Também denuncia que em Alemanha a maior fonte do islão político são as e associações infiltradas na sociedade desde a década de 90. Adverte sobre uma islamização progressiva da Europa, que conduziria a uma erosão dos direitos humanos, especialmente os direitos das mulheres.
Nos últimos anos, tem sido muito crítica com o islamismo político e a posição da mulher no Islão; considera que favorece as proibições contra as mulheres nas escolas públicas ou outros meios públicos que usam o hiyab, que considera um símbolo de opresión.

## Fraude fiscal
Na década de 1980, Schwarzer abriu uma conta bancária no banco privado com sede em Zürich Lienhardt & Partner, para manter seus ativos ocultos às autoridades fiscais alemãs. Durante os anos seguintes, Schwarzer transferiu os ganhos obtidos da venda de livros e apresentações públicas a esta conta bancária suíça, evitando assim os impostos em Alemanha. Incluindo sjuros compostos, esses ativos acumularam-se em 4 milhões de euros.
De acordo com a Secção 371 do código tributário alemão (Abgabenordnung), o autor de uma fraude fiscal pode evitar o castigo se ele ou ela admitir o delito e proporciona uma divulgação completa dos impostos não pagos às autoridades (em alemão: strafbefreiende Selbstanzeige). Schwarzer tentou fazer tal divulgação em segredo aos fiscais. No entanto, em fevereiro de 2014, o periódico alemão Der Spiegel escreveu um artigo de investigação sobre o tema, tornando público o caso. Como reação, Schwarzer fez uma declaração em website  sobre o assunto, com o encabeçado "In eigener Sache" ("por conta própria"), Schwarzer admitiu ter defraudado impostos. Nessa declaração, alegou que no passado, tinha tido medo dos opositores políticos em Alemanha de que fosse necessário abandonar o país em algum momento e, portanto, precisava estar preparada financeiramente.
Em maio de 2014, as autoridades fiscais alemãs e os promotores penais acederam a várias propriedade de Schwarzer executando ordens emitidas por juízes sobre várias das contas bancárias. Resultou que a exposição inicial de Schwarzer apresentada aos fiscais era incorreta e, não cobriu a totalidade de seus impostos . Em tal caso as exibições pessoais não têm nenhum efeito expulgatorio segundo a legislação fiscal alemã, assim em 2016, Schwarzer foi multada em seis dígitos por fraude fiscal (Amtsgericht) em Colônia.

## Prêmios
- Em 1996, recebeu a " Bundesverdienstkreuz am Bande" alemã (Cruz do Mérito na fita), e em 2005, a "Bundesverdienstkreuz 1. Klasse" (Cruz do Mérito, Primeira classe). A Cruz do Mérito é a única decoración estatal general da República Federal de Alemanha.
- Em 2004, recebeu o "Prêmio Danubius" por "seu apasionada luta pelos direitos das mulheres".
- Em dezembro de 2004, foi nomeada Caballero da Legión de Honra francesa.
- O 15 de janeiro de 2005, recebeu o Staatspreis do estado federal alemão de Renania do Norte-Westfalia.
- Em 2007, recebeu o prêmio da Fundação Else Mayer.
- Em 2002, no programa Unsere Besten, foi votada como a melhor alemã viva e a número 23 em general.